# فاردين خان
فاردين خان (الهندية:फरदीन खान) (8 مارس 1974 -) هو ممثل هندي شاب هو ابن الراحل فيروز خان 

## حياته
ولد في 8 مارس 1974 يبلغ من الطول 1.83 عنوانه هو Sunshine, Jasawala Wadi, Juhu Road, Mumbai- 400 049 لقبه هو Cowboy Junior وهو مسلم أشهر افلامه هو في 2009 ال دابيست .

## وصلات خارجية
- فاردين خان على موقع IMDb (الإنجليزية)
- فاردين خان على موقع قاعدة بيانات الفيلم (الإنجليزية)